# Włochacze
Włochacze (Pilosa) – rząd lądowych ssaków łożyskowych z podgromady ssaków żyworodnych (Theria).

## Zasięg występowania
Rząd obejmuje gatunki występujące w Ameryce.

## Podział systematyczny
Do rzędu należą następujące podrzędy:
- Vermilingua Illiger, 1811 – giętkojęzykowe
- Folivora Delsuc, Catzeflis, Stanhope & Douzery, 2001 – liściożery

Taksony wymarłe o niepewnej pozycji systematycznej i  nie sklasyfikowane w żadnej z powyższych podrzędów:
- Entelopidae Ameghino, 1889
- Trematherium Ameghino, 1887